# Femme à la fenêtre (Matisse)
Pour les articles homonymes, voir Femme à la fenêtre.
Femme à la fenêtre – ou Fenêtre à Nice – est un tableau réalisé en 1920 par le peintre français Henri Matisse. Cette huile sur toile représente une femme à une fenêtre donnant sur un bord de mer niçois. Partie des collections du Musée national d'Art moderne, à Paris, depuis le legs de Georges Grammont en 1959, l'œuvre se trouve en dépôt au musée de l'Annonciade, à Saint-Tropez, depuis le 13 mars 1972.